# جورج هيلدبراند
جورج هيلدبراند (بالإنجليزية: George Hildebrand)‏ هو لاعب كرة قاعدة أمريكي، ولد في 6 سبتمبر 1878 في سان فرانسيسكو في الولايات المتحدة، وتوفي في 30 مايو 1960 في رسيدا ‏ في الولايات المتحدة.

## وصلات خارجية
- جورج هيلدبراند على موقعبيزبول رفرنس.كوم (الدوري الرئيسي) (الإنجليزية)
- جورج هيلدبراند على موقعبيزبول رفرنس.كوم (الدوري الثانوي) (الإنجليزية)